# Las locuras de Jane
Las locuras de Jane es una película española de comedia erótica estrenada en 1978, coescrita y dirigida por Joaquín Coll Espona y protagonizada en los papeles principales por Blanca Estrada y Ramiro Oliveros.

## Sinopsis
Jane comete disparatadas acciones tanto dentro de la institución para enfermos mentales en la que reside, como fuera cuando huye de ella.

## Reparto
- Blanca Estrada como Jane
- Ramiro Oliveros como Mac
- María Salerno como Virginia
- Antonio Mayans como Simeón
- Helga Liné como Pepi
- Maite Brik
- Mabel Escaño
- Francisco Balcells
- José Álvarez
- Alberto Fernández
- William Layton
- Víctor Israel
- Elisenda Ribas
- Pedro Rodríguez de Quevedo
- Vicente Vega
- Ricardo G. Lilló
- Estanis González
- Manuel Brieva
- Antonio Pérez Bayod
- Ernesto Yáñez
- Frank Clement
- Dan Forrest
- Herminia Tejela
- José Lifante